# Kávové odrůdy

Mapa produkce kávových zrn: r pro C. robusta, a pro C.arabica, m pro obě.

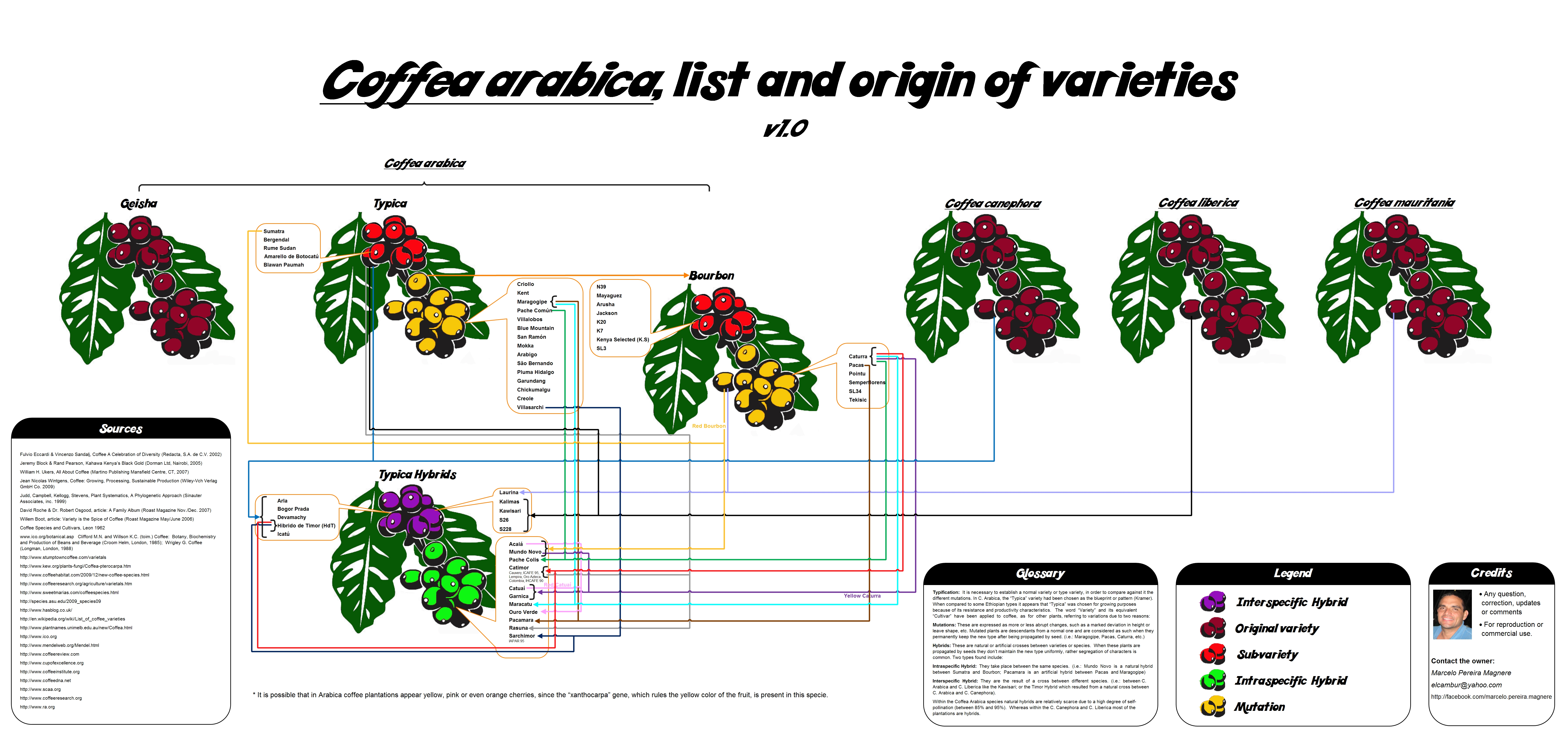
Seznam a původ odrůd arabiky PDF,[http://commons.wikimedia.org/wiki/Soubor:CoffeaArabica_01.tif TIF

Kávové odrůdy jsou různé kultivary vyšlechtěné selektivním křížením nebo výběrem z různých odrůd kávovníku.
Kávová zrna z různých míst mají různé charakteristiky, jako je chuť, obsah kofeinu, acidita. Ty odrážejí prostředí, ve kterém jsou kávy pěstovány, způsob zpracování a genetické vlastnosti dané odrůdy. V tomto ohledu může být káva, podobně jako víno, charakterizována podle regionů původu. Káva původem z jedné zeměpisné lokace se nazývá single-origin.
Odrůda nebo kultivar se používá k označení různých forem kávy z celého světa.
Kultivar musí být jasně rozlišitelný od jiných a musí tuto formu spolehlivě přenášet na potomky.

## Odrůdy kávovníku arabského
Plody kávovníku arabského jsou považovány za chuťově bohatší než kávovník statný. C. arabica má mnoho odrůd a každá má své unikátní vlastnosti. Některé nejznámější odrůdy najdete v tabulce:
| Odrůda                | Arabica                                    | Region | Komentář | Reference |
| --------------------- | ------------------------------------------ | --- | --- | --------- |
| Arusha                | Arabica                                    | Hora Meru v Tanzanii a Papua Nová Guinea                                                                                        | buď odvozená od odrůdy Typica nebo Francouzské mise. | [ 1 ]     |
| Bergendal, Sidikalang | Arabica                                    | Indonésie | Obě jsou odvozené od odrůdy Typica. Přežily kávový mor z roku 1880, kdy ostatní druhy Typicy vymřely. |           |
| Blue Mountain         | Arabica                                    | Jamajka. Také roste v Keni, na Hawaii, na Papui Nové Guineji (kde je známá jako PNG Gold) a v Kamerunu (kde je znám jako Boyo). | Mutace odrůdy Typica. |           |
| Bourbon               | Arabica                                    | Réunion, Rwanda, Latinská Amerika.                                                                                              | Okolo roku 1708 vysadili Francouzi na ostrově Bourbon (dnes Reunion) uprostřed Indického oceánu. Všechny pravděpodobně ze stejné rostliny, kterou jim dali Holanďané. Rostlina zmutovala a byla později vysázena v Brazílii a zbytku Jižní Ameriky. Bourbon vynáší asi o 20–30% více než Typica.                                                                           |           |
| Catuai                | Arabica                                    | Latinská Amerika | Kříženec Mundo Novo a Caturra vyšlechtěný v Brazílii ve 40. letech. |           |
| Caturra               | Arabica                                    | Latinská a Střední Amerika | Je mutací Bourbonu objevenou blízko města Caturra v Brazílii v 30. letech. Má větší výnos než Bourbon díky hustějším větvím. Poměrně mladá odrůda, která zraje rychleji, produkuje více kávy a je odolnější proti chorobám. |           |
| Charrieriana          | Arabica?                                   | Kamerun | Nově objevená odrůda v Kamerunu. Získala publicitu díky nízkému obsahu koffeinu. Nepěstuje se komerčně. |           |
| Colombian             | Arabica                                    | Colombia | Káva se do Kolumbie dostala po roce 1880. Kolumbie produkuje asi 12 % (podle ceny) světové produkce kávy a je třetím největším producentem po Brazílii a Vietnamu. |           |
| Harar                 | Arabica                                    | Ethiopia | Z Etiopského regionu Harar. Známá bohatou chutí, které připomíná suché červené víno. |           |
| Sidamo                | Arabica                                    | Ethiopia | Z provincie Sidamo (region Oromia) v Etiopii. |           |
| Yirgacheffe           | Arabica                                    | Ethiopia | Z provincie Yirgachefe v regionu Gedeo. |           |
| French Mission        | Arabica                                    | Africa | French Mission je vlastně Bourbon, který byl vysazen ve Východní Africe francouzskými misionáři kolem roku 1897. |           |
| Gesha / Geisha T.2722 | Arabica                                    | Etiopie, Tanzanie, Kostarika, Panama, Kolumbie, Peru                                                                            | Gesha nebo Geisha se začala komerčně využívat po vítězství v Best of Panama, když byla znovuobjevena v kraji Boquete v provincii Chiriquí v Panamě. Díky jedinečné chuti je jednou z nejdražších odrůd. Původně z oblasti okolo města Gesha v Etiopii, byla vysázena v třicátých letech a znovu objevena okolo roku 2000. Maximum ceny bylo $170 USD za libru v roce 2010. | [ 5 ]     |
| Guadeloupe Bonifieur  | Arabica                                    | Guadeloupe | | [ 6 ]     |
| Havaská Kona          | Arabica                                    | Hawaii | Roste na svazích Hualalai na ostrově Havaj. Kávu poprvé přinesl Chief Boki, the guvernér Oahu, v roce 1825. |           |
| Java                  | Arabica, Robusta and interspecific hybrids | Indonesia | Jáva je regionální styl a ne odrůda kávy |           |
| K7                    | Arabica                                    | Africa | Keňský výběr French Mission z farmy Legelet Estate v Muhoroni. |           |
| Maragogype            | Arabica                                    | Latin America | Maragogype je přírodní mutací Typicy. Byla objevena blízko Maragogipe ('i') v brazilské provincii Bahia. Maragogype je známá svými velkými zrny. |           |
| Mayagüez              | Arabica                                    | Africa | Odnož Bournonu z Rwandy. |           |
| Mocha                 | Arabica                                    | Jemen | Podle jemenského přístavu Mocha. Neplést se způsobem přípravy – káva s kakaem. |           |
| Mundo Novo            | Arabica                                    | Latinská Amerika | Mundo Novo je hybridní odrůda mezi Bourbonem a Typicou vzniklá křížením ve čtyřicátých letech. |           |
| Žlutý Bourbon         | Arabica                                    | Latinská Amerika | Červený a žlutý Bourbon jsou druhy Bourbonu vybrané při náhodných mutacích. |           |
| Pacamara              | Arabica                                    | Latinská Amerika | Pacamara je kříženec odrůd Bourbonu – Pacas a Maragogype. Byla vyšlechtěná v Salvadoru v 1958 jako odrůda s velkými zrny a dobrým výnosem. Každá osmá rostlina se ale vrací k jedné z původních odrůd a při pěstování se takové rostlinky vytrhnou. | [ 7 ]     |
| Pacas                 | Arabica                                    | Latinská Amerika | Přírodní mutace Bourbonu nalezená v Salvadoru v roce 1949. |           |
| Pache Colis           | Arabica                                    | Latin America | Pache Colis je kříženec Pache Comum a Caturry. Produkuje větší třešně. |           |
| Pache Comum           | Arabica                                    | Latin America | Je to mutace Typicy objevená v Santa Rose v Guatemale. |           |
| Ruiri 11              | Arabica                                    | Keňa | Ruiru 11 vytvořená v roce 1985 Keňskou výzkumnou stanicí. I když je odolnější, produkuje nižší kvalitu než K7 SL28 a 34. |           |